# Cliente (Antigua Roma)
Cliente (del latín cliens —plural clientes— y este de cluere, 'acatar', 'obedecer'), en la sociedad de la antigua Roma, era el individuo de rango socioeconómico inferior que se ponía bajo el patrocinio (patrocinium) de un patrón (patronus) de rango socioeconómico superior. Ambos eran hombres libres, y no necesariamente se correspondía su rango desigual con las distinciones socio-familiares entre plebeyos y patricios; aunque, legendariamente, esta relación de patronazgo fue iniciada por Rómulo con el objetivo de fomentar los vínculos entre ambas partes de la sociedad romana, de manera que unos (los clientes) pudieran vivir sin envidia y los otros (los patronos) sin faltas al respeto (obsequium) que se debe a un superior. Cuantos más clientes tuviera, a más prestigio (dignitas) accedía un romano que pretendiera ser importante.

## Naturaleza
La condición del cliente, hereditaria, le hacía ser considerado parte la familia de su patrón, sometido a la autoridad del pater familias; así como miembro menor (gentilicius) de la gens de su patrón, con lo que estaba sometido a la jurisdicción y disciplina de la gens y podía acceder a sus servicios religiosos, incluyendo los ritos funerarios, siendo sus restos enterrados en su sepulcro común. Los libertos pasaban a ser clientes de sus anteriores propietarios.
Se identificaban con la relación patrón-cliente las relaciones que se establecían en el ejército romano (entre un general y sus soldados), entre el fundador y los habitantes de una colonia romana y entre el conquistador y el territorio conquistado (estado cliente).
Las relaciones de clientela o de patronazgo obligaban a mantener fides ("lealtad" y "confianza" mutuas) entre patrón y cliente (o bien fides por parte del patrón y pietas -"devoción"- por parte del cliente). Como consistían en acuerdos privados, quedaban fuera del control estatal; pero se consideraban una mos maiorum ("costumbre ancestral") y un vínculo de orden religioso, que incluía la dependencia al patrón para la consulta de los auspicia y las ofrendas a los lares. La Ley de las Doce Tablas (449 a. C., aunque recoge tradiciones orales muy anteriores) declara sacer («maldito», expuesto a la cólera de los dioses) al patrón que defrauda la lealtad de su cliente. A partir de esta ley, los clientes llevaban como segundo nombre el de la gens de su patrón. La relación también tenía fuertes consecuencias jurídicas, puesto que no se permitía a patrones y clientes demandarse ante los tribunales ni testificar uno contra otro, y debían abstenerse de cualquier tipo de iniurias entre ellos. También tenía consecuencias militares, estando obligado el cliente a acompañar al patrón a la guerra y a contribuir a su rescate si era hecho prisionero.
El cliente solía provenir de una familia empobrecida o de origen humilde o extranjero que solicitaba la protección de un romano poderoso. Al inicio de la historia romana recibía del patrón, a cambio de su sumisión y servicios, un heredium particularmente pequeño (una parcela agrícola de dos iugera, insuficiente para alimentarse), aunque esa relación cuasi-laboral dejó de existir en tiempos de la República. A partir de entonces la relación de clientela era meramente personal y se establecía en el entorno puramente urbano: los clientes ponían sus servicios, especialmente los servicios políticos (cuando el voto era requerido en las numerosas convocatorias electorales del sistema político romano —comicios romanos—), a disposición de un patrón rico y con ambiciones políticas y sociales, que se convertía en su benefactor y le daba protección y ayuda económica. La relación clientelar en la vida social y política romana fue decayendo desde el siglo II a. C., hasta el punto que algunos autores consideran que dejó de ser una institución tan decisiva como usualmente se presenta.
Dionisio de Halicarnaso, en Antigüedades romanas, describe la declaración de sumisión ritual del cliente con la expresión in fidem venire, y la aceptación por el patrono con la expresión in fidem clienteam recipere.

## Lasalutatio matutina, lasportulay losparasitus

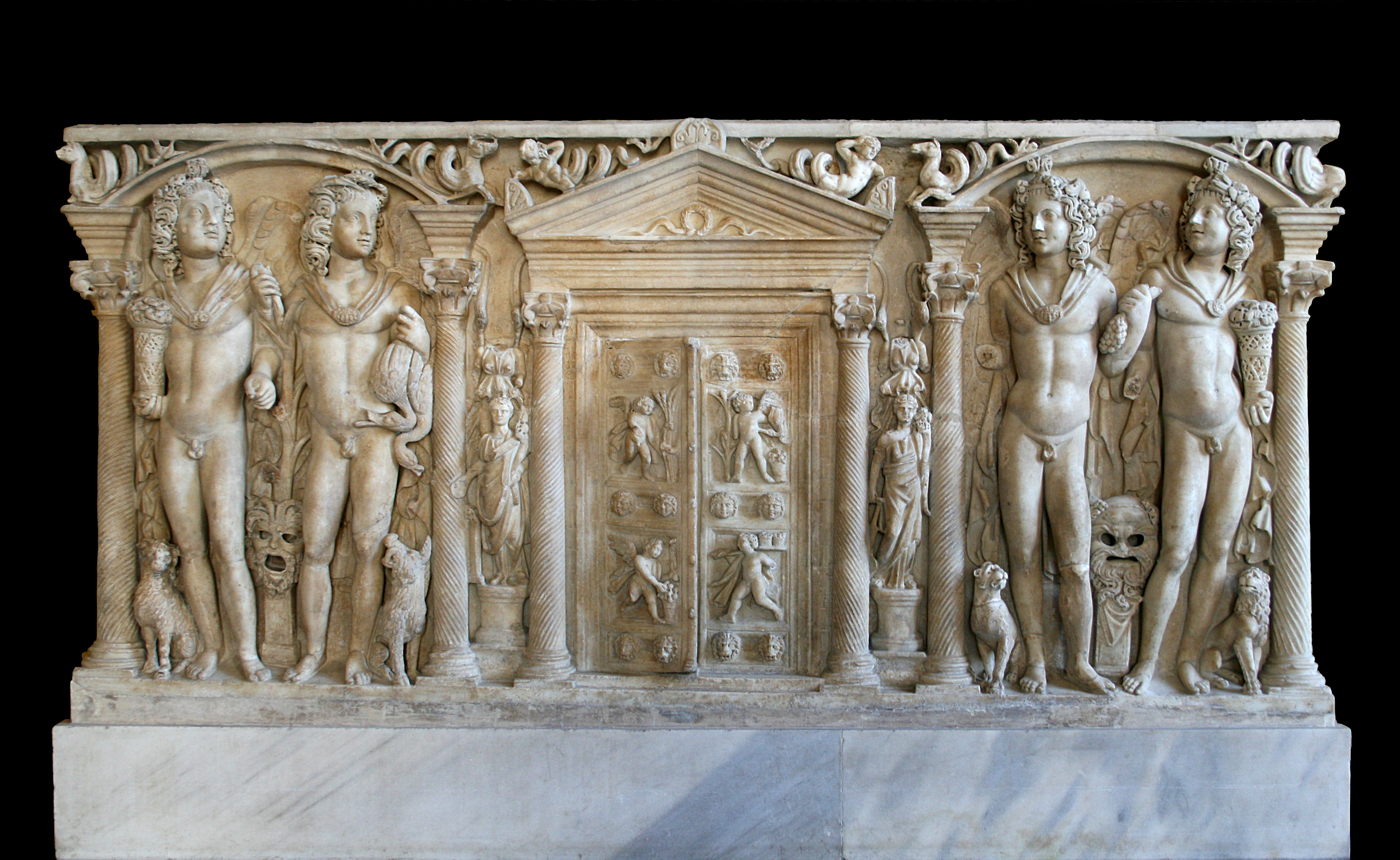
Relieve de un sarcófago del que representa a las cuatro estaciones (Horae) y a otros personajes que esperan a la puerta de la otra vida de una forma similar a como los clientes esperaban a la puerta de su patrón a primera hora de la mañana.

El mantenimiento de las obligaciones recíprocas entre cliente y patrón se manifestaba cotidianamente con la costumbre denominada salutatio matutina ("saludo de la mañana"), que obligaba al cliente a madrugar para acudir a casa de su patrón para saludarle y recibir comida, dinero o algún otro presente (la sportula -"pequeña espuerta", esportillo o cesta, véase cesta de Navidad-); y se ponía a disposición de lo que éste pudiera demandar de él (por ejemplo, acompañarle a algún acto público, donde estaba obligado a manifestarle su aprobación y apoyo). El que el patrón devolviera el saludo, citándole por su nombre, era una muestra de confianza y reconocimiento. El orden de recepción venía determinado por el rango del cliente. Olvidar el tratamiento que debía darse al patrón (el título de dominus), podía dar lugar a ser despedido sin recibir la sportula. Se debía acudir vestido propiamente, con toga, requisito que para los más pobres era difícil de cumplir, en cuyo caso se esperaba qué fuera su propio patrón el que se la facilitara. Dependiendo del número de clientes, la salutatio podía prolongarse mucho (hasta la hora secunda o tertia). Por muy molesto que fuera para el patrón mantener este ritual cotidiano, desatender las quejas y peticiones de sus clientes, o no responder a su saludo, era considerado una pérdida de reputación. Las mujeres no participaban en la salutatio excepto en el caso de que fuera la viuda la que representara al patrón (haciéndose llamar como el patrón muerto), o cuando el cliente, imposibilitado, mandaba a su mujer sustituirle (a veces acudía postrado en una litera, quedándose a la puerta por no poder andar), lo que podía suscitar una mayor generosidad en la sportula.
La estructura de la domus (casa familiar romana) incluía una pieza a la entrada que permitía acoger a los clientes; aunque lo habitual era permitir su entrada en espacios más privados según su rango o nivel de confianza (los más humildes se quedaban en la entrada, mientras que a algunos se les permitía llegar hasta el peristilus). En Pompeya se conserva un banco de piedra en la fachada de una casa, donde esperarían sentados los clientes. Era prueba del prestigio de una familia el que cada mañana frente a su casa esperara un gran número de clientes.
Quinto Tulio Cicerón, en De petitioniis consularibus, distingue tres clases de clientes: los que vienen a saludarte a tu casa, los que llevas al foro y los que te siguen a todas partes, y aconseja acordar un precio a la exclusividad de los primeros, para evitar el abuso frecuente que suponía que algunos clientes acudieran a saludar a varios patrones distintos el mismo día; también aconseja llevar tantos como se pueda al foro, porque el número de clientes que acompaña a un candidato determina su reputación.

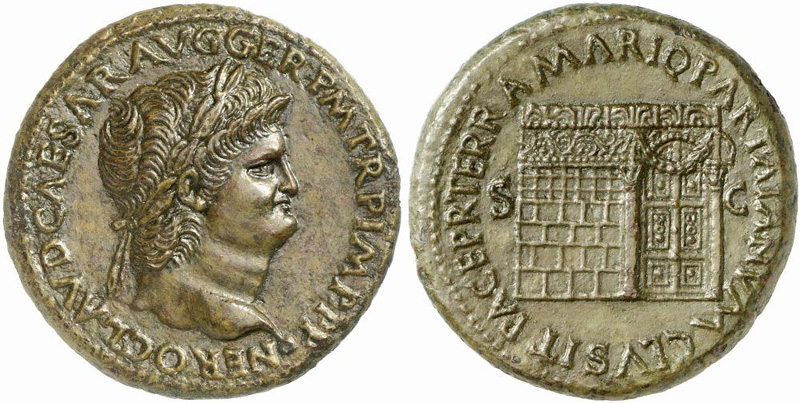
Anverso y reverso de un sextercio de Nerón.

En la ciudad de Roma (teniendo en cuenta que el coste de la vida era más caro que en otras ciudades), la tarifa de dos sextercios se consideraba adecuada a comienzos de la época imperial (en tiempo de Trajano, seis sextercios), cuando ya había decaído la costumbre de los pagos cotidianos en especie (que se reservaban a ocasiones concretas, como proporcionar entradas para un espectáculo -especialmente cuando lo organiza el patrón-, ropa para el año nuevo, o lo necesario para celebrar una boda). Era habitual que los clientes fueran citados en el testamento dejándoles alguna parte de la herencia.
Los caprichos extravagantes de los patronos, y la adulación y el servilismo de los clientes, podían llegar a extremos ridículos, como denunciaron Petronio, Juvenal y otros satíricos (no pocos de ellos, como muchos otros literatos romanos, también clientes protegidos precisamente por esa condición -véase mecenazgo-).
Con la palabra latina parasītus (castellanizada "parásito"), proveniente de la griega παράσιτος (parásitos, "comensal"), se designaba peyorativamente a los clientes considerados como vagos que vivían a costa de sus patronos.

## Equivalentes de la clientela como institución social
La relación patrón-cliente era una institución social que permitía superar las relaciones basadas únicamente en el parentesco (propias de sociedades de un nivel de desarrollo tribal) y establecer relaciones propias de las sociedades complejas de un nivel de desarrollo urbano.

### En otras instituciones romanas
Dentro de la misma Roma había muchas otras instituciones que también se caracterizaban por vincular al ámbito familiar (la familia romana era el núcleo mismo de su sociedad) las relaciones sociales que se establecían fuera de ella: la esclavitud se entendía como una extensión de la familia (familia ancilar -no sólo la esclavitud doméstica, sino también los esclavos de tareas agrícolas, tal como se recomendaba en la tratadística-); lo mismo ocurría con la institución del colonato (que vinculaba a un campesino con un propietario). En rangos sociales más altos, la adopción elevaba al adoptado a la condición social del adoptante, convirtiéndolo en su hijo. Corporaciones profesionales (collegia) o religiosas (sodallitates -sodalitas, "fraternidad" o "cofradía"-) mantenían una relación clientelar con sus benefactores (a los que daban el título de patronus o de pater patratus). Algunos vínculos sociales, como la amicitia y la hospitium, pasaron a ser difícilmente distinguibles de la relación clientelar.
La relación patrón-cliente se extendió no sólo a familias, sino también a la relación que podía establecerse con entidades políticas, como un municipio o una provincia romana: Sicilia se puso bajo la clientela, o patronazgo, de Marco Claudio Marcelo (cónsul 222 a. C.), y tal condición de patrón fue transmitida a los sucesivos Claudii Marcelli (rama de la gens Claudia). Extender la ciudadanía romana a familias provinciales o municipios enteros sobre los que se había conseguido el patrocinium incrementaba el poder político de tal patrón, como fue el caso de Cneo Pompeyo Estrabón y sus clientes transpadanos. Augusto consolidó su posición de gobernante en solitario mediante su identificación como patronus de la totalidad del Imperio romano.

#### En la Roma cristianizada
Con la cristianización de Roma (siglo IV), cada ciudad tomó como "santo patrón" (de carácter espiritual, pero determinante del prestigio y funciones que adquiere su templo -la catedral- y el clero que la sirve -el obispo y los canónigos-) a aquel con el que tuviera algún tipo de relación (por ejemplo, haber sido su obispo, o haber sido allí martirizado, custodiándose sus reliquias); así ocurrió en Milán con San Ambrosio, en París con San Denís, en Tarragona con San Magín o en Tesalónica con San Demetrio.

### En otros pueblos
Instituciones similares a la clientela existían entre los sabinos y etruscos (con el nombre de etera) y entre los griegos (Hesíodo lo describe en Los trabajos y los días). También entre otros pueblos que entraron en contacto con los romanos, como vínculo personal de lealtad entre un jefe y sus secuaces o séquito (establecido en paz o en guerra, pero que perdura más allá del tiempo de una campaña militar, y que se sacraliza para que dure hasta la muerte, como un juramento): la devotio ibérica, la Gefolgschaft de los pueblos germánicos (relación de séquito, gardingos o fideles visigodos —Tácito denomina esta institución con el nombre comitatus, y a sus partes como princeps y convites—) y relaciones similares entre los celtas (la derivación etimológica de la raíz celta wasso- —«joven», «escudero»— a través del latín vassus —«sirviente»— dio origen a la palabra medieval "vasallo") o los magiares (Hétmagyar). En la antigüedad tardía, estas instituciones, mezcladas con la romana, evolucionaron hasta conformar el vasallaje propio del feudalismo medieval.

## El concepto "relaciones patrón-cliente" en otros ámbitos

### En las ciencias sociales
Las modernas ciencias sociales (especialmente la antropología y la sociología -sobre todo la sociología anglosajona de mediados del siglo XX-) utilizaron el término para designar como relaciones patrón-cliente un fenómeno social de validez universal y con muy distintas aplicaciones.

El séquito del guerrero recibe el honor y el botín, el del demagogo los spoils, la explotación de los dominados mediante el monopolio de los cargos, los beneficios políticamente condicionados y las satisfacciones de vanidad.
Max Weber

Conceptos como el de red social, evergetismo, reciprocidad y el uso de la expresión latina do ut des ("te doy para que me des", de más correcta utilización en este contexto que quid pro quo -de uso mucho más extendido, por influencia anglosajona-) tienen una estrecha vinculación con el clientelismo en el contexto social de la Edad Contemporánea. La expresión que más utilización tiene en el contexto político es la de clientelismo político, que en la vida social provinciana en la España de la Restauración (1875-1931) se denominaba "caciquismo" (Oligarquía y caciquismo fue el título de la obra principal de Joaquín Costa, denunciando ese sistema). Anteriormente, en la España de la Edad Moderna, las redes clientelares que se establecían entre los colegiales que estudiaban en los colegios mayores (conocidos como golillas y manteístas) se impusieron en la vida política y para el reparto de cargos y prebendas. En la política de Estados Unidos, un papel similar adquirieron instituciones como Tammany Hall y las sociedades secretas colegiadas; y a un nivel social más extenso, las fraternidades y sororidades de las universidades.
En general, el nepotismo o amiguismo (según los beneficiarios sean parientes o amigos -en Cuba se conoce como sociolismo) es la costumbre de que una persona con poder nombre para un cargo, beneficie o recomiende a una persona próxima. En niveles superiores, que alcanzan lo delictivo, la corrupción política o la compra de votos son prácticas, también derivadas del clientelismo, que subsisten en la sociedad contemporánea.

### En la mafia y el cine
Las primeras escenas de la película El padrino (Ford Coppola, 1972, sobre la novela de Mario Puzo, 1969), en la que Vito Corleone ("el padrino" -un jefe mafioso-) va recibiendo sucesivamente muestras de "respeto" junto con peticiones de todo tipo por parte de los invitados a la boda de su hija (a los que también se recuerda la necesidad del cumplimento presente o futuro de sus obligaciones), son una representación de relaciones patrón-cliente en el siglo XX que se ha convertido en clásica.